# Jurowce (wieś w województwie podlaskim)
Jurowce – wieś w Polsce, położona w województwie podlaskim, w powiecie białostockim, w gminie Wasilków. Leży nad rzeką Supraślą, 6 km od Białegostoku.

## Historia
W Jurowcach w 1841 urodził się Józef Szaybo – rotmistrz kawalerii w czasie powstania styczniowego. Walczył w augustowskim, łomżyńskim i płockim. Po powstaniu osiedlił się w Wierzbniku (dzisiaj jest to dzielnica Starachowic), tu założył rodzinę, pracował i zmarł w 1911. Pochowany na wierzbnickim cmentarzu przy ul. Iłżeckiej.
We wsi w 1917 urodził się Jan Rogowski – chorąży Wojska Polskiego, pilot Polskich Sił Powietrznych na obczyźnie, chorąży (ang. Warrant Officer) Królewskich Sił Powietrznych.
W latach 1954–1961 wieś należała i była siedzibą władz gromady Jurowce, po jej zniesieniu w gromadzie Wasilków. W latach 1975–1998 miejscowość należała administracyjnie do województwa białostockiego.

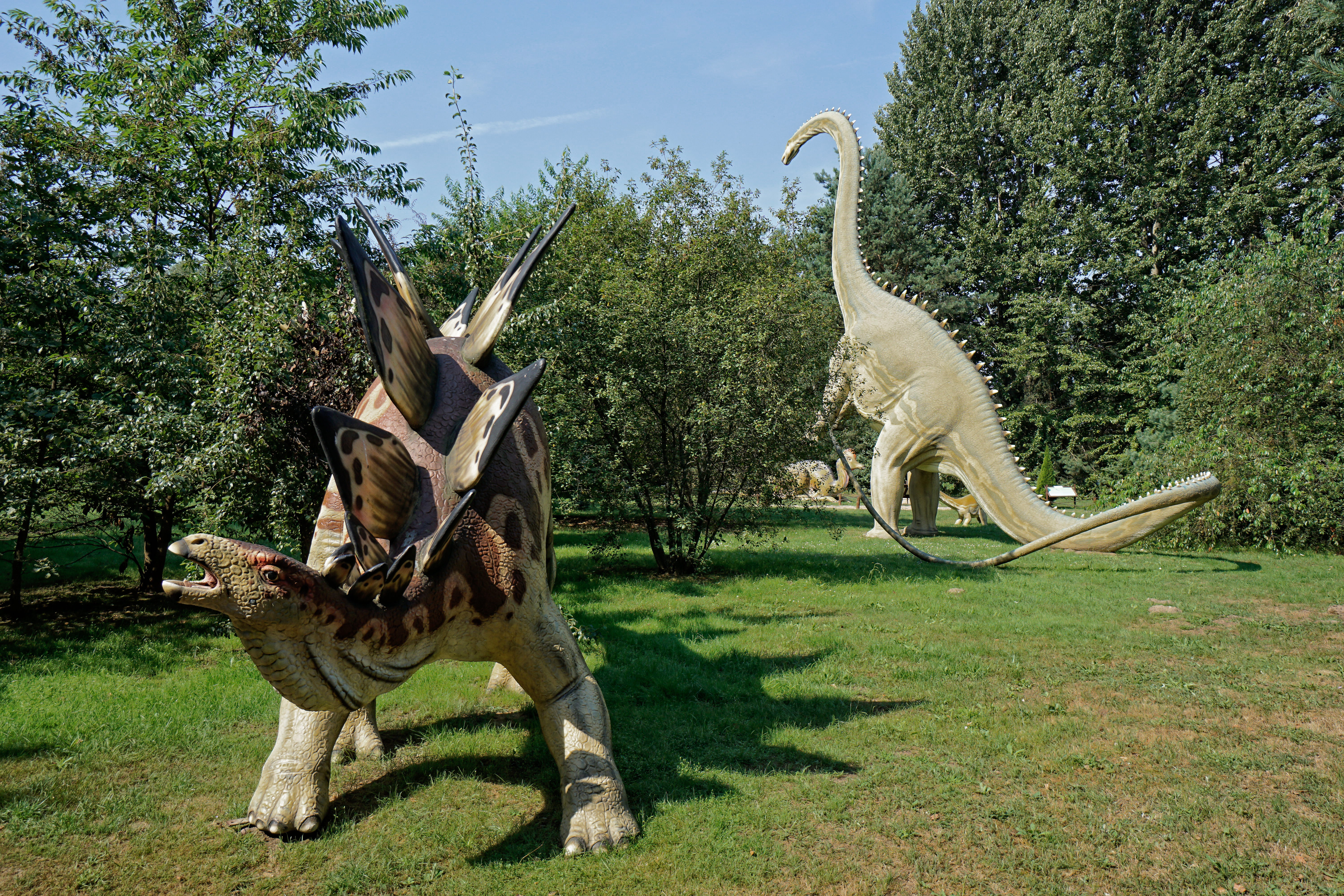
Jurajski Park Dinozaurów

W miejscowości znajdują się m.in. założona w 2004 wioska indiańska, a od 2008 Jurajski Park Dinozaurów. Znajduje się tu skansen Białostockiego Muzeum Wsi.

## Transport i komunikacja
Przez miejscowość przechodzą m.in. drogi:
- droga międzynarodowa E67 Helsinki – Kowno – Warszawa – Praga,
- Kudowa-Zdrój – Wrocław – Warszawa – Białystok – Suwałki – Budzisko[9].

Około 1,5 km od Jurowiec przebiega międzynarodowa linia kolejowa Warszawa – Białystok – Petersburg. Dojazd do Białegostoku jest możliwy m.in. autobusową komunikacją miejską (linia nr 102).